# Juma Ikangaa
Juma Ikangaa (né le 19 juillet 1957 à Dodoma) est un athlète tanzanien, spécialiste des courses de fond, vainqueur du Marathon de New York en 1989.

## Biographie
Il remporte la médaille d'or du marathon lors des Championnats d'Afrique de 1982, et s'adjuge cette même année la médaille d'argent des Jeux du Commonwealth. Il participe à trois Jeux olympiques consécutifs et se classe sixième des Jeux de Los Angeles en 1984, septième des Jeux de Séoul en 1988, et 34e des Jeux de Barcelone, en 1992. En 1987, il termine à la sixième place des championnats du monde de Rome.
Le 5 novembre 1989, Juma Ikangaa remporte le Marathon de New York en signant le meilleur temps de sa carrière sur la distance en 2 h 8 min 1 s. Il s'impose par ailleurs à deux reprises lors du marathon de Tokyo, en 1984 et 1986.

### Palmarès
| Date | Compétition            | Lieu        | Résultat | Épreuve  | Temps           |
| ---- | ---------------------- | ----------- | -------- | -------- | --------------- |
| 1982 | Championnats d'Afrique | Le Caire    | 1er      | Marathon | 2 h 21 min 5 s  |
| 1982 | Jeux du Commonwealth   | Brisbane    | 2e       | Marathon | 2 h 9 min 30 s  |
| 1983 | Championnats du monde  | Helsinki    | 15e      | Marathon | 2 h 13 min 11 s |
| 1984 | Jeux olympiques        | Los Angeles | 6e       | Marathon | 2 h 11 min 10 s |
| 1987 | Championnats du monde  | Rome        | 6e       | Marathon | 2 h 13 min 43 s |
| 1988 | Jeux olympiques        | Séoul       | 7e       | Marathon | 2 h 13 min 6 s  |
| 1992 | Jeux olympiques        | Barcelone   | 34e      | Marathon | 2 h 19 min 34 s |
| 1993 | Championnats du monde  | Stuttgart   | 21e      | Marathon | 2 h 24 min 23 s |
| 1995 | Championnats du monde  | Göteborg    | 43e      | Marathon | 2 h 30 min 53 s |

### Records
| Épreuve  | Performance    | Lieu     | Date            |
| -------- | -------------- | -------- | --------------- |
| 10 000 m | 28 min 15 s 13 | Kobe     | 29 avril 1986   |
| Marathon | 2 h 8 min 1 s  | New York | 5 novembre 1989 |